# Valentina Quintero
Valentina Quintero Montiel (Caracas, 28 de junio de 1954) es una comunicadora social venezolana, activista de protección del medio ambiente, exploradora de los lugares más emblemáticos de Venezuela, conductora de programas en radio y televisión, y escritora de impresos como libros, agendas, revistas y prensa.

## Biografía
Hija de Tony Quintero y Ana Carlota Montiel de Quintero, con dos hermanos mayores Cristóbal y Susana; y dos hermanos menores Inés y Antonio. 
Estudió en el Colegio San José de Tarbes "La Florida" de Caracas, desde kinder hasta quinto año de humanidades, y realizó estudios superiores en la Universidad Católica Andrés Bello, graduándose en 1976, de Licenciada en Comunicación Social, mención audiovisual. Con el plan de becas Gran Mariscal de Ayacucho, realizó una maestría en la Universidad de Boston, en los Estados Unidos, donde recibió el título de Magíster en Tecnología Educativa. En 1980, después de múltiples tratamientos médicos para aumentar la fertilidad nace su única hija, Arianna Arteaga Quintero. En 1981, regresó a Venezuela para cumplir su objetivo “Lo que encendía mi espíritu era la educación por medios audiovisuales para cambiar el mundo”, sin descuidar las atenciones que la maternidad exigía. En 1982, comenzó a trabajar en la Biblioteca Nacional junto a Virginia Betancourt, donde permaneció por siete años.

## Carrera
En 1986, conoce a Elizabeth Fuentes y desde entonces escribe de forma ininterrumpida la sección Manual de Ociosidades en la revista dominical del periódico El Nacional.
Desde 2005, escribe en el Cuerpo de Turismo la columna Los Viajes de Valentina. En 1992, junto a Elizabeth Fuentes, sale al aire con el programa "Descaradas" en Radio Capital. Hoy en día, está en Onda los fines de semana con  el programa "En Todas Partes" desde el 2001. Los micros "Cuentos de Camino" con Miguel Delgado Estévez, desde 2005, y la "Guarandinga" junto a Alonso Moleiro desde el 2009.
La primera incursión en la televisión fue en "Valentina TV", por CMT. Duró poco debido a problemas del canal. En 1994, sale Bitácora al aire, una vez al mes, los domingos por RCTV. Programa que ganó los premios: Monseñor Pellín en 1996, el Premio Nacional de Periodismo en 1997 y el Dos de Oro en el 2001. El programa se enfocaba en mostrar lo mejor de Venezuela con el propósito de crear sentido de arraigo y apoyar el turismo interno.
En 1996 salió la primera edición de La Guía de Valentina Quintero con nuevas versiones cada dos años, con tirajes iniciales de 50.000 ejemplares por lo que es considerado un superventas en Venezuela. Desde el 2009 escribe junto a Arianna Arteaga Quintero la agenda "Salte de la Agenda".
En el 2018 fue elegida como una de las 100 mujeres más influyentes del año según la BBC.